# آفتاب‌پرست دانه‌کرکی تفتانی
آفتاب‌پرست دانه‌کرکی تفتانی (نام علمی: Heliotropium denticulatum Ledeb.var.transoxanum) نام یک گونه از سردهٔ آفتاب‌پرست است. سردهٔ آفتاب‌پرست در ایران ۴۷ گونهٔ علفی یک ساله و چند ساله دارد که در سراسر ایران پراکنده‌اند. آفتاب‌پرست دانه‌کرکی تفتانی یکی از ۴۷ گونهٔ موجود در ایران است.